# Уненіж
Уненіж — давньоруський «град» у Чернігівському князівстві. Згаданий в Іпатіївському літописі під 1147, коли війська київського князя Ізяслава Мстиславича попалили «гради мнозі» в Задесенні. Ототожнюється з городищем на північному-сході околиці Ніжина, на правому березі р. Остер (притока Десни, басейн Дніпра), на підвищенні серед заболоченої заплави, в урочищі Городок (Узруй-Комуна).
Площа городища — близько 0,8 га.
Рештки оборонних споруд знищені переплануваннями 19—20 ст. Розкопки 1989—90 виявили оборонний рів. Потужність культурного шару 11—13 ст. — до 1 м.
Поряд було розташоване селище (посад) площею близько 12 га. У. знищений під час монголо-татарської навали, скоріш за все — 1239.